# Serrat de la Vila (Olvan)
|  | Aquest article tracta sobre el Serrat de la Vila d'Olvan. Vegeu-ne altres significats a «Serrat de la Vila (Santa Maria d'Oló)». |

El Serrat de la Vila és una muntanya de 686 metres que es troba al municipi d'Olvan, a la comarca catalana del Berguedà.